# Paraguai nos Jogos Olímpicos de Verão de 1968
O Paraguai competiu nos Jogos Olímpicos de Verão de 1968, realizados em Cidade do México, México. Foi a primeira vez que o país participou nos Jogos Olímpicos.